# Todtsburger Schacht
Der Todtsburger Schacht (auch Todsburger Schacht) ist eine Höhle am Rande der Schwäbischen Alb auf der Gemarkung Mühlhausen im Täle.
Im Jahre 1963 wurde die Höhle erstmals befahren.
Der Zugang der Höhle ist verschlossen. Außerhalb der Fledermausschutzzeit kann mit einem Nachweis über notwendige Kenntnisse der Einseiltechnik der Schlüssel ausgeliehen werden.

## Beschreibung
Die Schachthöhle besteht aus vier größeren Kammern.
Direkt nach dem Einstieg gelangt man in die Eingangshalle, von der aus drei Passagen anknüpfen. Während ein sehr enger und bis heute nicht vermessener Schacht direkt in die untere Halle führt, verbinden zwei weitere Schächte die Eingangshalle mit der Seeigelhalle. Von dieser, nach einigen Fossilienfunden benannte Halle, zweigt der Kameradenschacht ab. Nach oben führt er in die Tropfsteinhalle und nach unten durch eine enge Passage in die untere Halle. Die untere Halle ist die mit Abstand größte Kammer des Todtsburger Schachts und stellt gleichzeitig den tiefsten Punkt der Höhle dar. Mit einigen Tropfsteinformationen und einem kleinen Schluf bildet sie das Ende der Höhle.

## Höhlenrettung
Im August 2001 verwechselten zwei Familien den Todtsburger Schacht mit der nahegelegenen und wesentlich einfacher begehbaren Todtsburger Höhle. Da zu diesem Zeitpunkt Kletterer in der Höhle unterwegs waren, fanden die Familien Seile in der Höhle vor, an denen sie ohne Hilfsmittel bis in die Seeigelhalle abstiegen. In etwa 30 m Tiefe angekommen stellten sie fest, dass sie nicht mehr eigenständig aus der Höhle kommen können. Einem Mann gelang unter größter Anstrengung der Aufstieg am Seil, sodass es ihm möglich wurde, Hilfe zu holen. Die Höhlenrettung sicherte die Familien und gab ihnen Ersthilfe, wonach alle sicher aus der Höhle gerettet werden konnten.
Aufgrund der erhöhten Anforderungen an Höhlenretter wird diese Höhle auch für Rettungsübungen genutzt.